# Jayden Braaf
Jayden Jezairo Braaf (Ámsterdam, Países Bajos, 31 de agosto de 2002) es un futbolista neerlandés que juega como delantero en la U. S. Salernitana 1919 de la Serie B.

## Trayectoria
El 1 de febrero de 2021 se incorporó al Udinese Calcio en calidad de cedido. Debutó en una victoria por 1-0 en la Serie A contra la ACF Fiorentina el 28 de febrero y marcó su primer gol en la Serie A en la victoria por 4-2 contra el Benevento Calcio el 25 de abril.
El 27 de mayo de 2022 fichó por el Borussia Dortmund en calidad de libre traspaso. Durante sus primeros meses en Alemania solo jugó con el filial y en enero regresó al fútbol italiano para competir hasta final de temporada en el Hellas Verona. Este equipo lo acabó adquiriendo en propiedad y un año después de su llegada empezó a ser prestado, siendo el Fortuna Sittard y la U. S. Salernitana 1919 sus destinos.

## Selección nacional
Ha sido internacional con Países Bajos en las categorías sub-15, sub-17 y sub-18.

## Estadísticas

### Clubes
Actualizado al último partido disputado el 25 de septiembre de 2024.
| Club                            | Div.          | Temporada     | Liga  | Liga  | Copas nacionales | Copas nacionales | Copas internacionales | Copas internacionales | Total | Total |
| Club                            | Div.          | Temporada     | Part. | Goles | Part.            | Goles            | Part.                 | Goles                 | Part. | Goles |
| ------------------------------- | ------------- | ------------- | ----- | ----- | ---------------- | ---------------- | --------------------- | --------------------- | ----- | ----- |
| Udinese Calcio · Italia         | 1.ª           | 2020-21       | 4     | 1     | 0                | 0                | —                     | —                     | 4     | 1     |
| Udinese Calcio · Italia         | Total club    | Total club    | 4     | 1     | 0                | 0                | 0                     | 0                     | 4     | 1     |
| Borussia Dortmund II · Alemania | 3.ª           | 2022-23       | 7     | 0     | —                | —                | —                     | —                     | 7     | 0     |
| Borussia Dortmund II · Alemania | Total club    | Total club    | 7     | 0     | 0                | 0                | 0                     | 0                     | 7     | 0     |
| Hellas Verona F. C. · Italia    | 1.ª           | 2022-23       | 6     | 0     | 0                | 0                | —                     | —                     | 6     | 0     |
| Hellas Verona F. C. · Italia    | Total club    | Total club    | 6     | 0     | 0                | 0                | 0                     | 0                     | 6     | 0     |
| Fortuna Sittard · Países Bajos  | 1.ª           | 2023-24       | 6     | 0     | 0                | 0                | —                     | —                     | 6     | 0     |
| Fortuna Sittard · Países Bajos  | Total club    | Total club    | 6     | 0     | 0                | 0                | 0                     | 0                     | 6     | 0     |
| U. S. Salernitana 1919 · Italia | 2.ª           | 2024-25       | 6     | 2     | 2                | 0                | —                     | —                     | 8     | 2     |
| U. S. Salernitana 1919 · Italia | Total club    | Total club    | 6     | 2     | 2                | 0                | 0                     | 0                     | 8     | 2     |
| Total carrera                   | Total carrera | Total carrera | 29    | 3     | 2                | 0                | 0                     | 0                     | 31    | 3     |